# Station Hamburg-Schnelsen
Station Hamburg-Schnelsen (Bahnhof Hamburg-Schnelsen, kort: Bahnhof Schnelsen) is een spoorwegstation in het stadsdeel Schnelsen van de Duitse stad Hamburg. Het station en de spoorlijn worden niet beheerd door DB Station&Service, maar door AKN Eisenbahn. Ook de spoorlijn Hamburg-Altona - Neumünster wordt beheerd door AKN Eisenbahn. Hierdoor is het station niet gecategoriseerd.

## Indeling
Het station heeft een eilandperron met twee perronsporen. Het perron heeft over een klein deel een overkapping. Via twee onbewaakte overwegen is het perron met een hellingbaan te bereiken. Aan de westzijde is er een Parkeer en Reisterrein. Aan de oostzijde staat het voormalige stationsgebouw. Het uit bakstenen bestaande gebouw is nu een restaurant. Aan de Pinneberger Straße is er een bushalte voor het station.

## Verbindingen
De volgende AKN-lijn doet het station Schnelsen aan:
| Serie | Treinsoort                          | Route | Bijzonderheden |
| ----- | ----------------------------------- | --- | --- |
| A 1   | Regionalbahn/S-Bahn (AKN Eisenbahn) | Hamburg Hbf – Hamburg Dammtor – Hamburg-Eidelstedt – Hamburg-Schnelsen – Quickborn – Ulzburg Süd – Henstedt-Ulzburg – Kaltenkirchen (Holst) – Bad Bramstedt – Neumünster | HH-Eidelstedt - Kaltenkirchen elke 20 min., Kaltenkirchen - Neumünster 2x per uur in de spits, ma-vr 1x per dag van/naar Hamburg Hbf |